# Zatrephus inscitus
Zatrephus inscitus är en skalbaggsart som beskrevs av Francis Polkinghorne Pascoe 1857. Zatrephus inscitus ingår i släktet Zatrephus och familjen långhorningar. Inga underarter finns listade i Catalogue of Life.